# Belper United F.C.
Câu lạc bộ bóng đá Belper United là một câu lạc bộ bóng đá có trụ sở tại Belper, Derbyshire, Anh. Đội hiện là thành viên của  và thi đấu trên sân Christchurch Meadow, sân nhà của Belper Town.

## Lịch sử
Belper United được thành lập vào năm 1921. Đến đầu những năm 1980, câu lạc bộ đang chơi ở giải East Midlands Regional League. Liên minh này trở thành Midlands Regional Alliance vào năm 1985, và Belper là nhà vô địch đầu tiên của Premier Division mùa giải 1985-86. Đội đã giành được Challenge Cup vào mùa giải 1992-93, trước khi giành được chức vô địch Premier Division thứ hai vào mùa giải 1994-95 và một Challenge Cup khác vào mùa giải tiếp theo. Sau đó, đội bị xuống hạng xuống Division One, giải đấu mà đội đã vô địch vào mùa giải 2004-05 để được thăng hạng trở lại Premier Division.
Mặc dù xếp cuối Premier Division mùa giải 2008-09, Belper không bị xuống hạng ở Division One. Năm 2010, họ chuyển sang thi đấu ở South Division của Central Midlands League. Trong mùa giải 2014-15, đội đã giành được Central Midlands League Floodlight Cup, đánh bại Clay Cross Town 3-2 trong trận chung kết. Sau khi kết thúc với vị trí á quân tại South Division mùa giải 2015-16, câu lạc bộ đã được thăng hạng lên East Midlands Counties League.

## Sân vận động
Câu lạc bộ chơi ở Christchurch Meadow của Belper Town. Ban đầu đội chuyển đến sân vào đầu mùa giải 2013-14, nhưng sau đó chuyển đến Asterdale Bowl, sân nhà của Borrowash Victoria. Câu lạc bộ trở lại Christchurch Meadow vào đầu mùa giải 2018-19.

## Danh hiệu
- Central Midlands League
  - Vô địch Floodlit Cup 2014-15
- Midlands Regional Alliance
  - Vô địch Premier Division 1985-86, 1994-95
  - Vô địch Division One 2004-05
  - Vô địch Challenge Cup 1992-93, 1995-96

## Kỉ lục
- Thành tích tốt nhất tại Cúp FA: Vòng sơ loại, 2017-18[7]
- Thành tích tốt nhất tại FA Vase: Vòng Một, 2014-15